# Philip Fotheringham-Parker
Philip Fotheringham-Parker (Beckenham, Kent, 22 september 1907 - Beckley, East Sussex, 15 oktober 1981) was een Formule 1-coureur uit Groot-Brittannië. Hij reed één Grand Prix; de Grand Prix van Groot-Brittannië van 1951 voor het team van Maserati.